# Nintendo Entertainment System
De Nintendo Entertainment System (of NES) is een spelcomputer uit een serie van door Nintendo uitgebrachte spelcomputers. Dit 8-bitsysteem werd uitgebracht in Japan, Noord-Amerika, Europa en Australië.

## Benaming
In de meeste Aziatische landen is de NES bekend onder de naam Nintendo Family Computer (任天堂: Nintendō Famirī Konpyūta) of Famicom (ファミコン).

## Technische gegevens
De NES is met een antenne-aansluiting aan te sluiten op het televisietoestel.
Een tweede optie is om deze aan te sluiten via een tulpstekker.
Hier worden alleen de gele (video) en (rode) connector gebruikt, aangezien de NES enkel geluid weergeeft in mono.
- CPU: 8 bit 6502 NMOS (1,79 MHz) (NTSC-model)
  - De CPU die werd gebruikt in de PAL-modellen, heeft slechts een klokfrequentie van 1,55 MHz
- RAM: 2 kB, 2 kB video-RAM
- Kleuren: 52 (24 tegelijk)
- Sprites: 64
- Sprite-grootte: 8x16 pixels
- Resolutie: 256x240 pixels
- Geluid: PSG-audio

## Accessoires
Daarnaast waren er verschillende accessoires voor de NES, waarvan de belangrijkste zijn:
- Zapper (een pistool voor schietspellen)
- R.O.B. (een robot die als tweede speler werkte door te reageren op kleuren op het scherm)
- Power Pad / Family Fitness Fun (een mat die lijkt op Twister en reageert op waar de speler staat)
- NES Advantage Arcade-controller.
- "Famicom Disk System" (een uitbreiding met floppydisks. Alleen uitgebracht in Japan)
- NES MAX-controller.
- Power Glove (een handschoen die gebruikmaakt van motion-control, om op die manier spelletjes te spelen)
- Game Genie (een adapter om codes te gebruiken, bijvoorbeeld voor oneindige levens of beginnen in een hoog level, niet door Nintendo uitgebracht)

## Spellen
De spellen voor de NES waren vooral side-scrollers of spellen met een "top down"-perspectief. De NES was het startplatform voor verschillende bekende reeksen, zoals Super Mario, The Legend of Zelda, Metroid en Final Fantasy. Andere bekende spellen waren Duck Hunt, Ninja Gaiden, Teenage Mutant Ninja Turtles, Contra en Tetris.

## Ontwikkeling en verkopen
Na de Noord-Amerikaanse videospelrecessie eind 1982 waren Amerikaanse winkeliers eerder terughoudend om nog spelcomputers aan te schaffen. In West-Europa was de spelcomputer sowieso geen echte rage en werd de markt gedomineerd door homecomputers. Toch was Nintendo in staat om de situatie op beide markten geleidelijk aan te veranderen toen het in 1985 de NES-console uitbracht met onder meer de robot R.O.B.
Gebundeld met Super Mario Bros. gingen de verkopen van de NES de hoogte in. Doordat het spel gebundeld werd met de spelcomputer, groeide Super Mario Bros. uit tot het bestverkochte spel ooit (inmiddels ingehaald door Wii Sports). Nintendo had een bijna volledig monopolie in de Noord-Amerikaanse en Japanse videospelmarkt, tot Sega de Sega Master System uitbracht in Japan. Uiteindelijk liepen de verkopen van de NES op tot meer dan 60 miljoen stuks, tot het systeem begin jaren 90 vervangen werd door de Super Nintendo Entertainment System (SNES).
In Nederland werd de NES in het najaar van 1987 geïntroduceerd. Bandai BV was bij introductie de distributeur, later werd dit Nintendo Nederland. In Nederland zijn er tot 1 januari 1996 ongeveer 400.000 NES spelcomputers verkocht.

## Controller
De NES-controller was revolutionair. De controller voerde de D-pad in. De NES-controller bevatte naast een D-pad ook een SELECT-knop, een START-knop en een A- en B-knop. Nintendo bracht naast deze gewone controller ook speciale versies uit waaronder de arcadeversie NES Advantage en de NES Max Joypad. Deze twee controllers bevatten naast de gewone knoppen ook turbo-buttons.

## Nintendo Classic Mini: NES
Op 10 en 11 november 2016 bracht Nintendo de Nintendo Classic Mini: NES uit. Deze microconsole bevat 30 ingebouwde spellen. Kort na de release waren alle voorraden geheel uitverkocht, en de prijs van de overgebleven exemplaren steeg hierdoor enorm.
In mei 2018 maakte Nintendo bekend dat de NES Classic Mini weer in productie werd genomen.
Spelconsoles: NES · SNES · Nintendo 64 · Nintendo GameCube · Wii · Wii U
Handhelds: Game Boy (Pocket · Light) · Game Boy Color · Pokémon mini · Game Boy Advance (SP · Micro) · Nintendo DS (Lite · DSi · DSi XL) · Nintendo 3DS
Spelcomputers · Draagbare spelcomputers (Lijst van draagbare spelcomputers)